# Anne Kreuzberg
Anne Kreuzberg (* 29. Oktober 1963), ist eine ehemalige deutsche Fußballspielerin und Nationalspielerin.

## Karriere

### Verein
Kreuzberg spielte ihre gesamte Karriere über bei dem SC 07 Bad Neuenahr. Mit ihrem Verein konnte sie mehrfach die Rheinlandmeisterschaft und den Rheinlandpokal gewinnen. Zwischen 1981 und 1986 erreichte sie zudem viermal ein Halbfinale um den DFB-Pokal. Neben Martina Arzdorf, Carmen Schäfer und Bianca Rech gehörte sie zu den wichtigsten Spielerinnen des Vereins.

### Nationalmannschaft
Kreuzberg ist in zehn Länderspielen für die A-Nationalmannschaft zum Einsatz gekommen, davon allein acht im Jahr 1984 in der ihr auch alle drei Tore gelangen. Sie debütierte am 25. Januar 1984 in Mailand bei der 1:2-Niederlage im Testspiel gegen die Nationalmannschaft Italiens mit Einwechslung in der 36. Minute für Sissy Raith. Ihr erstes Länderspieltor erzielte sie am 2. Mai 1984 in Helmstedt bei der 1:4-Niederlage im Testspiel gegen die Nationalmannschaft Norwegens mit dem Treffer zum 1:2 in der 46. Minute. Ihren letzten Einsatz als Nationalspielerin hatte sie am 1. Mai 1985 in Sønderborg bei der 0:3-Niederlage gegen die Nationalmannschaft Dänemarks im zweiten Qualifikationsspiel der Gruppe 1 für die vom 11. bis 14. Juni 1987 in Norwegen stattfindende Europameisterschaft.
Ihren größten sportlichen Erfolg konnte sie im Rahmen des vom 19. bis 26. August 1984 ausgetragenen internationalen Einladungsturniers um den Mundialito Cup für sich verbuchen; im Finale unterlag sie mit ihrer Nationalmannschaft der von Italien mit 1:3.